# 广湾

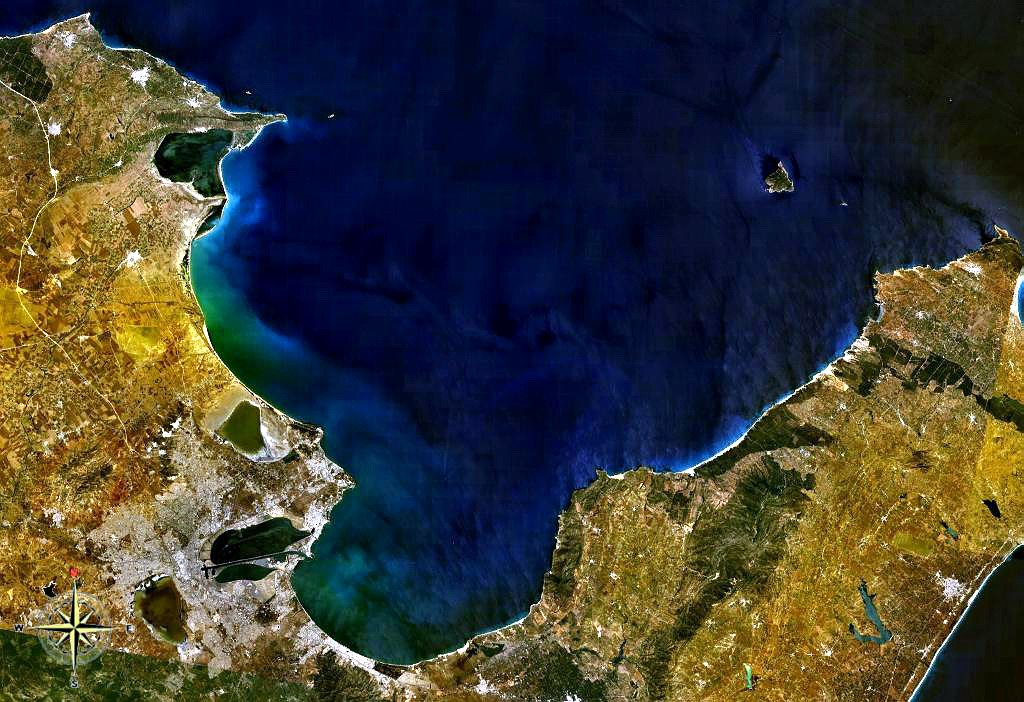
突尼斯湾（Gulf of Tunis）

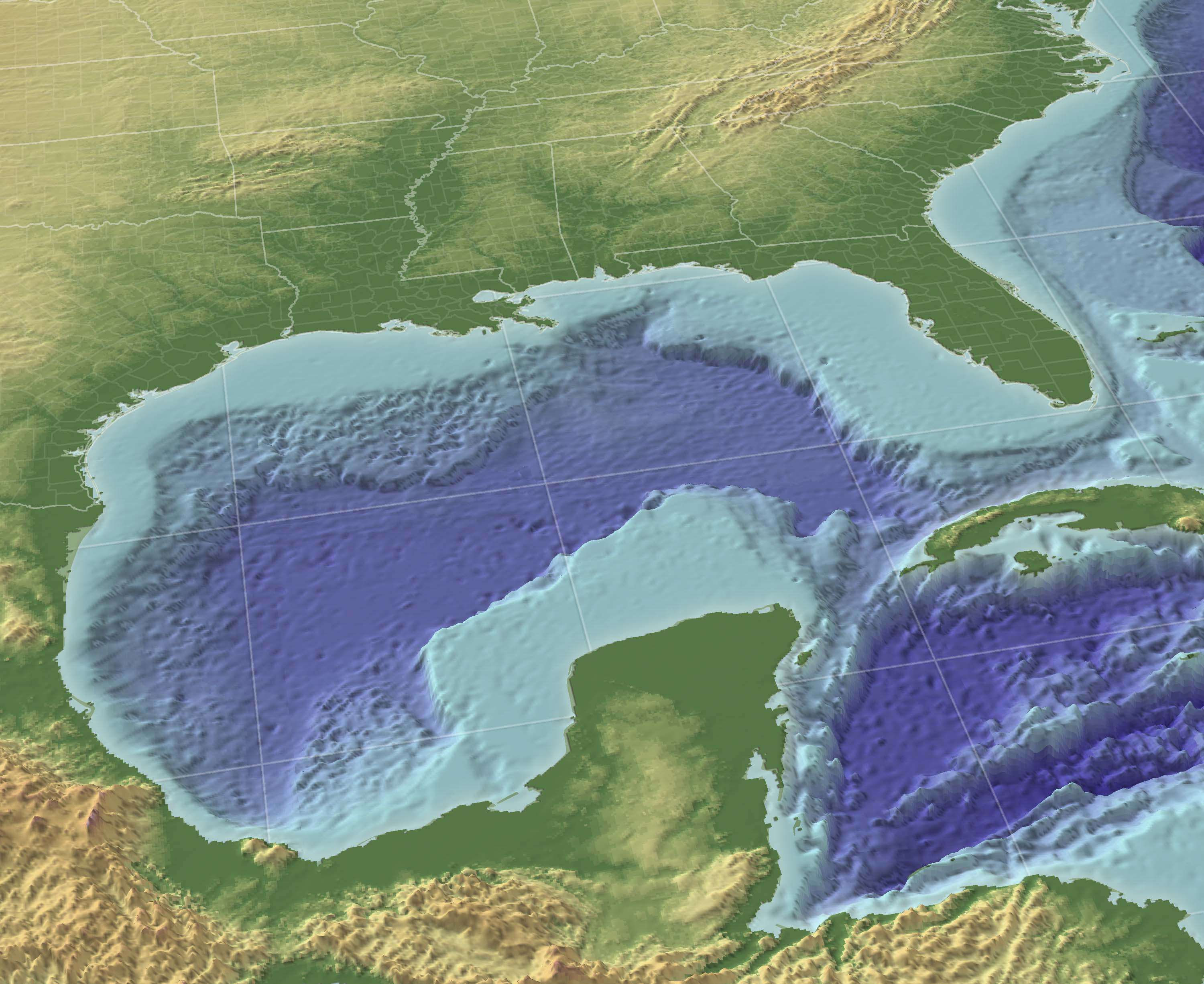
墨西哥湾（Gulf of Mexico）

以英语为例，“gulf”一词（其他语言中的同义同源词有法语的golfe、德语的Golf、西班牙语、葡萄牙语、意大利语的golfo等）传统上指被海岸线包围的大型、蜿蜒、可通航的咸水体。
一般来说，“gulf”比“bay”（其他语言中的同义同源词有法语的baie、西班牙语的bahía、葡萄牙语的baía、意大利语的baia等）要大。“gulf”与“bay”有时也混用，例如孟加拉灣在英语中为“Bay of Bengal”，但在西班牙语和葡萄牙语中则为“Golfo de Bengala”。在汉语中，“gulf”与“bay”一般均译作“湾”而不作区分。
许多gulf是主要航运区，如波斯湾（Persian Gulf）、墨西哥湾（Gulf of Mexico）、芬蘭灣（Gulf of Finland）、亚丁湾（Gulf of Aden）等。